# Giovanni Tonucci

Giovanni Tonucci, född 4 december 1941 i Fano (PU), Italien, är en katolsk präst, titulärärkebiskop av Torcello.
Ärkebiskop Tonucci utnämndes den 16 oktober 2004 till nuntie (påvligt sändebud) för Sverige, Danmark, Finland, Island och Norge. Han lämnade denna post den 18 oktober 2007.